# Jorge Delgado
Jorge Luis Delgado Rueda (Montevidéu, 30 de setembro de 1975) é um futebolista uruguaio que atua como atacante. Atualmente, joga pelo Aurora.